# Sztufada

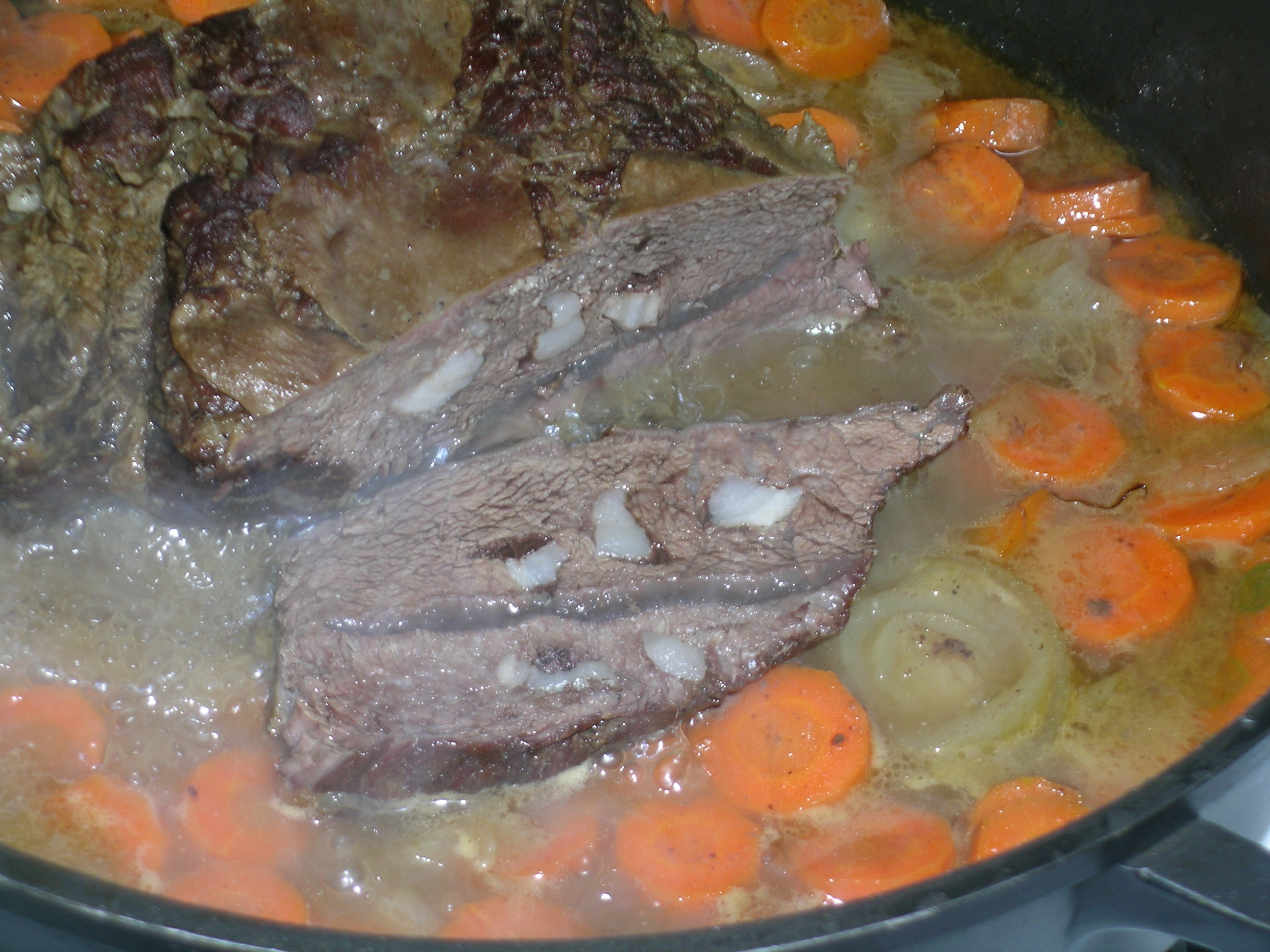
Sztufada wołowa, z warzywami i cebulą, bez wina, octu ani przecieru pomidorowego

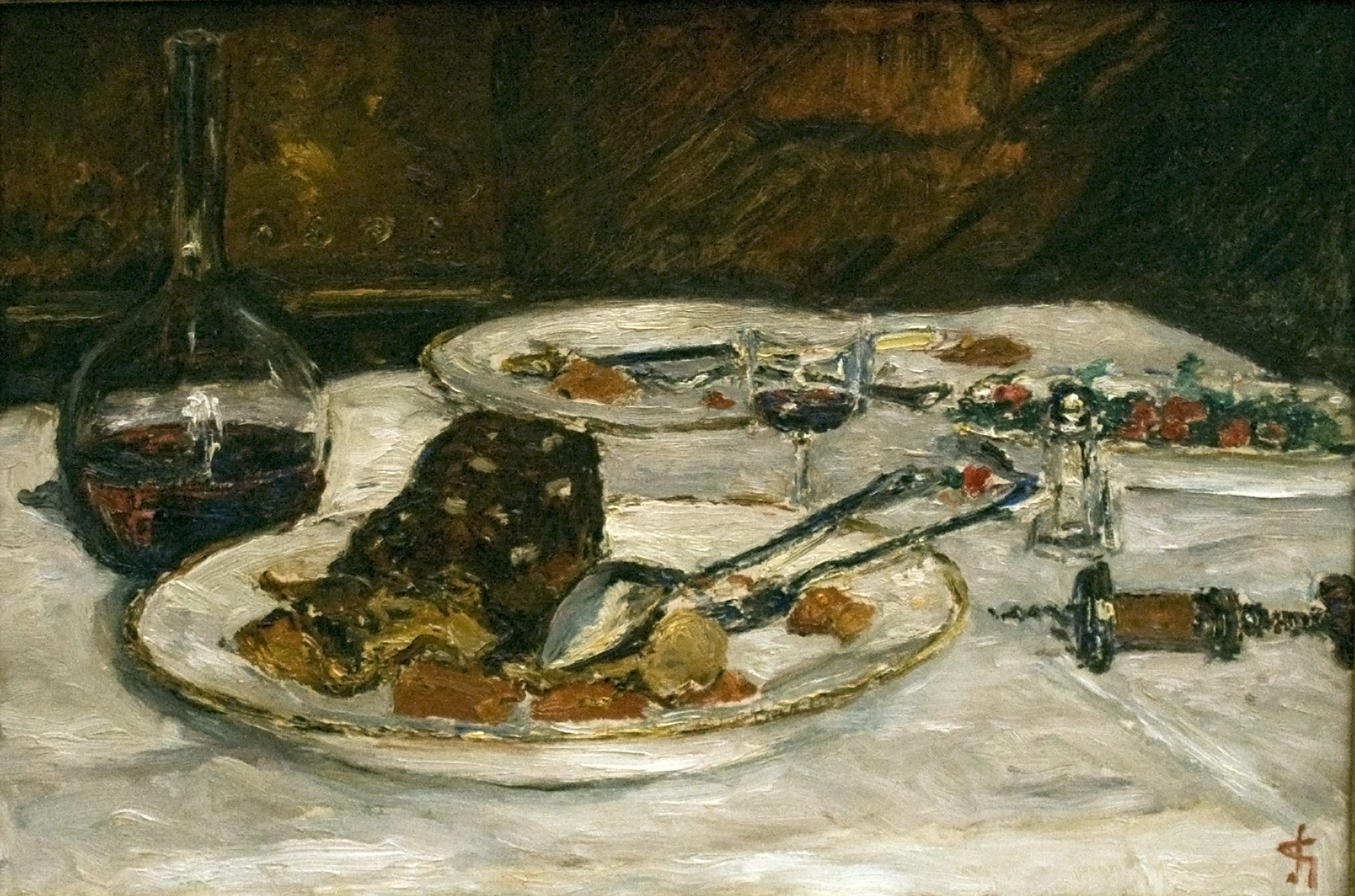
Carel Nicolaas Storm van 's-Gravesande (1841-1924) Boeuf à la mode, 1906, olej na płótnie, Teylers Museum, Haarlem

Sztufada (od wł. stufato „duszone mięso”) – danie kuchni polskiej, najprawdopodobniej pochodzące od dania boeuf à la mode kuchni francuskiej. Współcześnie ma postać duszonej pieczeni z wołowiny szpikowanej słoniną, podawanej na ciepło z sosem od duszenia jako danie obiadowe albo na zimno jako przystawka.

## Etymologia nazwy
Nazwa sztufada pochodzi z języka włoskiego, w którym (carne) stufata oznacza (mięso) duszone. Przymiotnik stufato z kolei pochodzi od czasownika stufare oznaczającego dusić na wolnym ogniu.
Głoska š w spolonizowanej nazwie potrawy może być albo efektem przejętego z jednego z dialektów włoskich sposobu wymawiania grupy st, albo wynikiem adaptacji do fonetyki polskiej, zaś końcówka -ada używana zamiast etymologicznie poprawnej -ata jest właściwa zapożyczeniom z języków romańskich. W procesie przyswajania nazwy istotnie przejściowo pojawiła się postać sztufata, zaświadczona w Słowniku języka polskiego Samuela Bogumiła Linde.

## Historia potrawy

### Wiek XVI
W XIX wieku ukazywały się teksty literackie wyrażające przekonanie ich autorów, że sztufada pojawiła się w kuchni polskiej w czasach królowej Bony Sforzy. Klementyna z Tańskich Hoffmanowa w swoich Pamiętnikach w 1832 roku pisała:
„29 Listopada. – Dziś rocznica [...] Potem iadłam obiad w włoskiey kuchni, upatruię iakąś styczność z polską. Iakoż były uszka w zupie i sztufada, zupełnie te dwa przysmaki które od królowey Bony nam zostały.”
Antoni Edward Odyniec w Listach z podróży, opisujących jego wspólną z Adamem Mickiewiczem wyprawę do Włoch, wspominał sztufadę:
„Minestra (zupa z jarzyn) i zaraz po niej następująca stuffata (sztufada) posłużyły za pierwszy przedmiot do rozmowy, a było nim podobieństwo kuchni naszej z włoską, co nam niegdyś królowa Bona razem z uprawą różnych jarzyn włoskich przyniosła.”

### Wiek XVII
W pierwszej polskiej książce kucharskiej Compendium Ferculorum albo zebranie potraw z roku 1682, autorstwa Stanisława Czernieckiego, kuchmistrza wojewody krakowskiego Aleksandra Michała Lubomirskiego, pojawiają się dwa warianty tego dania: Sztuffádá abo Duszoná Potráwá oraz Sztuffádá zábielána.

XVII. Sztuffadá abo duszona potrawa

Weźmij kapłona abo cielęciny, rozbierz w drobne sztuczki, nie płocz, nakraj pietruszki, cebule drobno, włóż w naczynie gliniane, masła włóż dobrego i trochę rosołu, a nakrywszy warz. A gdy zawre, daj pieprzu i kwiatu, octu winnego albo cytrynę, przywarzywszy, daj ciepło na stół.

XVIII. Sztuffada zabielana

Zabielaną sztuffadę także robić będziesz, a na przywarzaniu weźmij octu winnego i jajecznych żółtków kilka rozbij, a wmieszaj w sztuffadę. Przywarz, a daj gorąco na stół.

Kolejny przepis wskazuje, że sztufadę można było także przyrządzać z dziczyzny. 

LXXI. Zwierzyna w sztuffacie, albo duszona

Nayosobliwszy to iest sposób gotowania Zwierzyn rożnych, około których pilność zalecam wielką. 
Weź świeżego zubra albo łosia, ielenia, albo daniela, sarnę albo dziką kozę, albo co chcesz z części mięsistey, porąb w sztuczki, a nie mocz y nie plocz. Włóż w naczynie gliniane, ociągniy w maśle y cebuli usmaż nie mało, z iabłkami przewarzonemi zmieszay, a zrób z tego gąszcz, pietruszki nie mało w kostkę nakray, soli według smaku, naley rosołem a warz nakrywszy; a gdy w poł przewre, wley octu winnego, nakray limonii, rozynek oboyga (dużych jasnych i małych czarnych), pieprzu, cynamonu, goździków, gałki, słodkości, podsadź dobrze a day na stoł.

Zatem różne warianty sztufady z tej książki to inne potrawy niż sztufada współczesna.

### Wiek XVIII
W książce Kucharz doskonały Wojciecha Wielądki z 1783 roku nie ma osobnego przepisu na sztufadę, ale w słowniku na końcu książki termin ten jest wyjaśniony, z ogólnikowym odesłaniem do receptury we wcześniejszej partii tekstu:

Sztufata, czyli duszona sztuka mięsa, lub pieczenia wołowa, sposób robienia oneyże, masz w osobnym artykule.

Jest to nowe rozumienie terminu sztufada. Wśród przepisów w książce jest kilka różnych sztuk mięsa, w tym danie o recepturze bardzo podobnej do współczesnej sztufady, choć pod inną nazwą, odwołującą się do francuskiej potrawy boeuf à la mode, która z czasem miała wejść do kuchni polskiej pod nazwą sztufada. 

§22. Sztuka mięsa po królewsku albo modna.

Naszpikuy sztukę mięsa grubo słoniną utratowaną z pietruszką, cebulą, grzybkami, odrobiną czosnku, wszystko posiekane, solą i pieprzem. Gotuy przez pięć lub sześć godzin przy małym ogniu, w pół przygotowawszy, wley łyżkę od iedzenia wódki, wysadziwszy sos dobrze, dasz na stół ciepło, lub zimno.

### Wiek XIX
W anonimowej Książce kucharskiej powszechnej z 1827 roku znajduje się kilka różnych przepisów na sztufadę. Jeden z nich przypomina danie z Compendium ferculorum i występuje w rozdziale poświęconym potrawkom.

194) SZTUFADA.

To nazwisko oznacza potrawę, która z gołąbków, kapłonów, cielęciny, baraniny i t. p. mięsiwa, dobre wprzód potłuczonego, osolonego, mąką albo gryzem posypanego, które w maśle lub słoninie przyrumienioney opiekłszy, potem zwolna w mięsnym rosole gotować należy, dodawszy różnych korzeni, wina, cytrynowey skorki i rozmaitych ziół.

W tej samej książce, już w rozdziale poświęconym sztukom mięsa, znajduje się też przepis na sztufadę w postaci duszonej sztuki mięsa, choć nie szpikowanej słoniną.

124) SZTUFADA.

Wziąwszy spory kawał mięsa wołowego od cząbru, należycie tenże potłuc potrzeba, poczem korzeni różnych z ziółkami aromatycznemi drobno usiekawszy, mięso to gdzie niegdzie narzynaiąc, a w narznięcia wyż wspomnionych korzeni nasypać należy. Daley kładzie się w rynkę słonina w talerzyki pokraiana, kawałek szynki, cztery małe cebule, marchew, pietruszka w korzonkach, selery, cytryna w krążki pokraiana, nieco korzeni podług upodobania, i cztery kromki przysuszonego chleba; na to kładzie się mięso do tegoż rądla, a wlawszy kwartę wina czerwonego i pół kwarty dobrego octu. nakrywa się rądel pokrywą, którą na około ciastem oblepić należy, aby nieparowało. Tak urządzone mięso stawia się na węglach, na których zwolna około sześciu godzin duszone być ma, poczem wyięte i sosem przez sito przecedzonym polane, dawane bywa na stół. 
Innym sposobem urządzaiąc sztufadę, należy mięso zbite tłuczonemi korzeniami natrzyć, a ponakrawawszy, goździkami i szpikiem te narznięcia powypełniać; wkłada się potem do rądla, nieco słoniny, tłustości wołowey, pietruszki w korzonkach, marchwi, selerów i parę cebul goździkami szpikowanych, na co mięso włożywszy i kwartą wina nalawszy, dusi się zwolna dopóki nie zmięknieie, a tak wyięte z rądla i sosem przecedzonym polane, daie się na stół.

Wreszcie, w tej samej książce i tym samym w rozdziale poświęconym sztukom mięsa, znajdują się także przepisy Duszona sztuka mięsa czyli boeuf a la mode i Boeuf a la mode na zimno, które autor jeszcze odróżniał od sztufady. Są one zasadniczo zgodne ze współczesnymi recepturami na sztufadę.
W późniejszych latach wieku XIX nazwa boeuf à la mode traktowana jest już jako synonim sztufady.

Sztuka mięsa sztufada, czyli boeuf à la mode

Wziąść zrazówki albo części żebrowej bez kości, oczyść, zbij ją, trochę, naszpikuj słoniną pierwej obsypaną korzeniami, włóż w rondel szeroki, a na spód daj parę marchwi pokrajanych i trochę kruchego łoju, z wierzchu posól, daj pieprzu angielskiego kilkanaście ziarnek, kilka liści bobkowych, pietruszki, selery i cebuli, cytrynę w talarki pokrajaną, zalać wodą albo lekkim rosołem, dodać octu, kto chce, szklankę wina, albo też można całkiem piwem zalać, przykryć rondel szczelnie pokrywą niech się dobrze dusi, potem wziąść trochę masła, garść mąki, utrzeć, rozprowadzić sosem ze sztufady, przecedzić, wlać do tegoż  rondla niech się dobrze wydusi aby sos był krótki, sos powinien być rumiany. Na półmisku pokrajać mięso, oblać tym że sosem, cedząc przez sitko; na około ubrać można kartofelkami przesmażonemi i skrobanym chrzanem, albo czerwoną kapustą.

W innych książkach kucharskich z XIX wieku istnieje więcej wariantów przepisu, różniących się od siebie obecnością bądź brakiem poszczególnych elementów receptury dania:
- Dodawanie wina, piwa albo wódki do mięsa w czasie duszenia[8][9].
- Dodawanie warzyw i cebuli do duszącej się wołowiny[10][8][9] (sztufada przyrządzana bez warzyw może być podawana na zimno jako przystawka)[10][8].
- Dodawanie do mięsa octu: 
  - przed przygotowaniem sztufady w celu zamarynowania[8],
  - w trakcie duszenia[8][9],
  - marynowanie sztufady w occie po uduszeniu w celu uzyskania zimnej przystawki[10].

## Wiek XX i XXI
W tym okresie w podstawowym przepisie na sztufadę na ciepło głównym surowcem jest duży kawałek wołowiny zrazowej lub skrzydła, zamarynowany przed przyrządzeniem, a następnie naszpikowany słupkami słoniny, obsmażony do zrumienienia, po czym duszony do miękkości. Miękka sztufada krojona jest na plastry w poprzek włókien tak, że słonina staje się widoczna w postaci białych oczek w ciemnym mięsie. Tak przyrządzona sztufada podawana jest z sosem od duszenia, zaprawionym winem i przecierem pomidorowym.
Poniżej inny przepis na sztufadę podawaną jako przystawka.

Sztufada

70 dag wołowiny bez kości (zrazowa, krzyżowa środkowa, plecówka), 1/8 l octu. 1/8 l wody, 1 łyżka oleju, 5 dag cebuli, 4 dag słoniny, sól, pieprz, 1/2 dag mąki, 1/2 dag suszonych grzybów, liść laurowy, 3-4 ziarna ziela angielskiego; 
przybranie: sałata, 2 pomidory, zielenina, 3 dag korniszonów lub grzybków z octu

Podłużny gruby kawałek mięsa opłukać, zalać octem rozcieńczonym wodą i pozostawić w chłodzie do następnego dnia. Wyjąć z octu, osuszyć, natrzeć olejem, obłożyć pokrojoną w talarki cebulą i położyć przykryte w chłodnym miejscu na 24 godziny. Po tym okresie cebulę usunąć i mięso pobić tłuczkiem. Pokroić słoninę w słupki, posypać solą i pieprzem. Mięso naszpikować słoniną rzędami co 3–4 cm, natrzeć solą, lekko oprószyć mąką, osmażyć w rondlu na rozgrzanym smalcu ze wszystkich stron. Dodać opłukany, pokruszony grzybek suszony, przyprawy i dusić pod przykryciem 2 godziny, podlewając wodą. Miękką pieczeń ostudzić. Wyjąć z sosu, pokroić w poprzek włókien nieco skośnie na cienkie, szerokie plastry. Podawać na podłużnym półmisku przybranym listkami sałaty, ćwiartkami pomidorów i połówkami korniszonów lub grzybkami z octu.

W XX i XXI wieku nadal istnieją bądź pojawiają się jako nowe następujące warianty przepisu:
- Dopuszczenie innych ciemnych mięs jako surowca na sztufadę[11][12].
- Dodawanie wina i wódki (razem bądź osobno) do mięsa w czasie duszenia[11][12][14][13][15][16][17].
- Dodawanie przecieru pomidorowego do sosu[11][12][14].
- Używanie boczku wędzonego w miejsce słoniny[16].
- Dodawanie warzyw i cebuli do duszącej się wołowiny[11][12][14][15][17] (sztufada przyrządzana bez warzyw może być podawana na zimno jako przystawka[13]).
- Dodawanie do mięsa octu: 
  - przed przygotowaniem sztufady w celu zamarynowania[13][15],
  - w trakcie duszenia[18].
- Szpikowanie słoniną lub boczkiem jest elementem definiującym potrawę, ale współcześnie istnieją także źródła, które pod nazwą sztufada podają przepis na pieczeń bez szpikowania – wówczas sztufada staje się zbliżona do pieczeni wołowej[19][20].

W poniższej tabeli zaznaczono w układzie chronologicznym występowanie w recepturach poszczególnych elementów współczesnej receptury sztufady. Należy pamiętać, że w XVII i XIX wieku źródła zaświadczają istnienie zupełnie odmiennych przepisów na sztufadę, w postaci potrawki z różnych rodzajów mięsa.
| Element przepisu                             | XVIII wiek | XIX wiek | XX i XXI wiek |
| -------------------------------------------- | ---------- | -------- | ------------- |
| Dodawanie wódki podczas duszenia             | T          | T        | T             |
| Marynowanie w occie przed duszeniem          |            | T        | T             |
| Dodawanie octu podczas duszenia              |            | T        | T             |
| Marynowanie w occie po duszeniu              |            | T        |               |
| Dodawanie warzyw korzeniowych do duszenia    |            | T        | T             |
| Dodawanie przecieru pomidorowego do duszenia |            |          | T             |
| Dodawanie wina podczas duszenia              |            | T        | T             |
| Szpikowanie boczkiem wędzonym                |            |          | T             |
| Przyrządzanie sztufady bez szpikowania       |            | T        | T             |
| Użycie innych mięs jako surowca              |            |          | T             |

W XX wieku nadal ukazywały się książki kucharskie utożsamiające bouef à la mode z kuchni francuskiej ze sztufadą, podając, że obie nazwy oznaczają tę samą potrawę.

## Odniesienia kulturowe
W komedii Król w Kraju Rozkoszy Franciszka Zabłockiego z 1787 roku występuje postać kanclerza ministra Sztufady (obok niego jest także minister stanu Frykasy, a władcą jest król Gamoń Pierwszy).